# Steenbergen
Steenbergen – gmina samorządowa i miasto w południowej Holandii, w prowincji Brabancja Północna.
Powszechnie uznaje się, że Steenbergen uzyskał prawa miejskie w roku 1272.

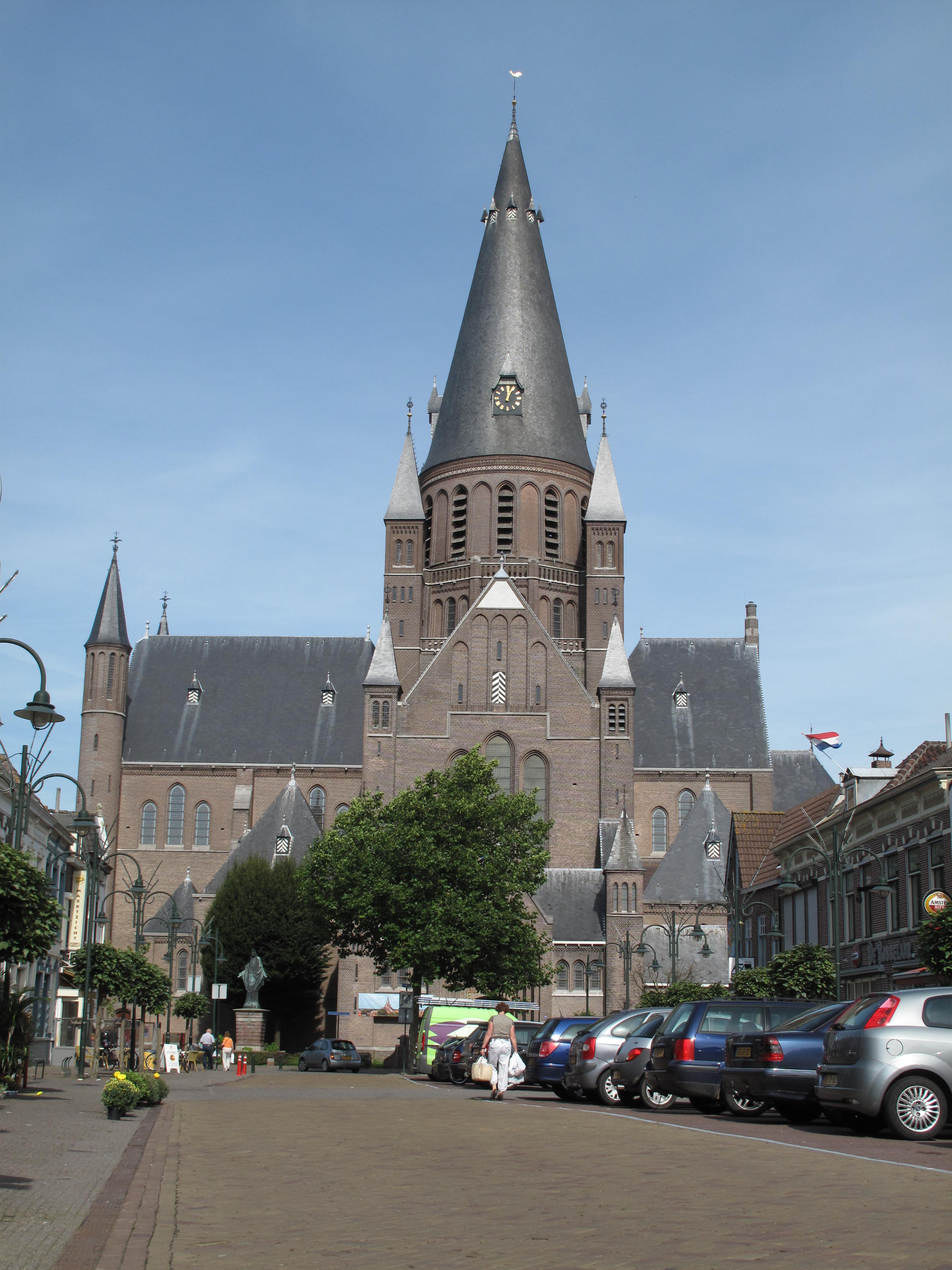
Sint-Gummaruskerk

W mieście znajduje się wiele zabytków z okresu od XVI w. do XIX w. Znajduje się tam także 3. co do wielkości kościół w Brabancji Północnej, a 15. w całej Holandii – Sint-Gummaruskerk, którego budowę zakończono w 1903, a odrestaurowano w 1944 roku. Kościół mierzy 83 m i jest typową neogotycką budowlą. Architektami byli Jos Cuypers i Jan Stuyt.
W mieście znajduje się także niewielki port rzeczny.
W samym Steenbergen mieszkało w 2007 roku 12 440 osób, ponadto w Dinteloord 5680, Nieuw-Vossemeer 2400, Kruisland 2340 i w De Heen 580. Razem w całej gminie 23 440.

## Współpraca
Miejscowość partnerska:
- Diest, Belgia